# Esperimenti di Blondel
Gli esperimenti di Blondel sono una serie di esperimenti eseguiti dal fisico André Blondel nel 1914 allo scopo di determinare quale fosse la legge più generale dell'induzione elettromagnetica. Infatti, nota Blondel, "Discussioni significative sono state sollevate a più riprese sulla questione di quale sia la legge più generale dell'induzione: dovremmo considerare la forza elettromotrice (f.e.m.) come il prodotto di una qualsiasi variazione del flusso magnetico ({\displaystyle \Phi }) che circonda un conduttore o del fatto che il conduttore spazzi parte di questo flusso?".
Nel primo caso Blondel si riferisce alla legge di Faraday-Neumann, che è spesso considerata la legge più generale, mentre nel secondo caso si riferisce alla forza di Lorentz.
Normalmente gli esperimenti per verificare il primo caso consistono nel misurare la corrente indotta in un circuito conduttore chiuso, concatenato al campo di induzione magnetica {\displaystyle B} di un magnete, con {\displaystyle B} che varia nel tempo, mentre per la verifica del secondo caso solitamente si misura la corrente indotta in un circuito chiuso di forma variabile o che si muove tagliando perpendicolarmente un campo {\displaystyle B} costante.
Il secondo caso è però riconducibile ad una variazione del flusso magnetico {\displaystyle \Phi =B\cdot S}, non tanto perché varia l'intensità di {\displaystyle B}, ma perché varia la superficie {\displaystyle S} attraversata dal campo.
Blondel, invece, escogita "un nuovo dispositivo che consiste nel variare il flusso magnetico totale che passa attraverso una bobina, tramite una variazione continua del numero di spire di questa bobina". In questo modo {\displaystyle B} e {\displaystyle S} sono costanti per ciascuna spira ma il flusso totale varia al variare delle spire interessate dal campo {\displaystyle B}.
Ne consegue che, dato {\displaystyle \Phi } il flusso concatenato a una singola spira e {\displaystyle N} il numero totale di spire, per la legge di Faraday-Neumann, la forza elettromotrice risultante è:
{\displaystyle f.e.m.=-{d(N\Phi ) \over dt}=-\Phi {dN \over dt},}
cioè dipendente dalla variazione del numero di spire nel tempo.
Blondel prova quattro configurazioni del suo apparato in cui dimostra che non sempre una variazione del flusso genera una f.e.m. in un circuito ad esso concatenato, concludendo che la legge di Faraday-Neumann non può essere la legge generale.

## Descrizione dell'apparato

Apparato di Blondel

L'apparato consiste in un elettromagnete E, il cui nucleo a forma di U termina in due grandi piastre parallele P e P' . Due bobine di induzione B generano il campo magnetico in E. Tra le due piastre vi è un tamburo rotante di legno T su cui è avvolto un filo elettrico isolato. Il filo esce dal centro del tamburo e si collega con un anello b solidale al tamburo e di diametro trascurabile rispetto al tamburo medesimo. Un contatto strisciante f collega elettricamente il filo a un galvanometro G, tramite una resistenza R in modo che possa passare corrente anche quando il tamburo gira.
Al galvanometro è collegato, in modo speculare al primo, un altro tamburo T' il quale è collegato a un motore M, in grado di fare ruotare il tamburo T' a velocità regolabili.
Infine, il filo elettrico che passa per il centro di entrambi i tamburi, dopo un certo numero di avvolgimenti attorno ad uno di essi raggiunge l'altro tamburo, chiudendo il circuito. Quando il motore M si mette in moto può fare aumentare le spire avvolte attorno a T' diminuendo quelle attorno a T o viceversa.
Blondel collega il filo tramite f al filo avvolto su T in quattro modi diversi, realizzando altrettanto distinti esperimenti.

## I quattro esperimenti

### Primo esperimento
Il filo avvolto su T è collegato direttamente all'albero di rotazione su cui poggia il contatto strisciante f, tramite l'anello conduttore b, di diametro trascurabile, come da figura.
Collegando il tamburo T' al motore M esso raggiunge rapidamente una velocità costante e così anche l'altro tamburo T. Mantenendo tale velocità per circa un minuto l'ago del galvanometro si muove indicando la presenza di una forza elettromotrice (f.e.m.).

### Secondo esperimento
Il filo avvolto su T è collegato a un anello conduttore di diametro pari a quello del tamburo T e con esso solidale. Il contatto f striscia lungo il bordo dell'anello che gira con il tamburo.
Quindi rispetto all'esperimento precedente f, anziché essere collegato con il centro della bobina è collegato in un punto distante dal centro quanto il raggio della bobina stessa.
In questo caso il galvanometro indica che la f.e.m. indotta durante la rotazione dei tamburi è nulla, a differenza di quanto ci si potrebbe aspettare avendo presente l'esperimento originale di Faraday.
Poiché Blondel teme che si possa obiettare che il risultato sia dovuto al fatto che, durante la rotazione, il circuito compreso tra f e il punto di attacco del filo della bobina all'anello possa seguire due cammini differenti che in parte si neutralizzano, fa un terzo esperimento.

### Terzo esperimento
Il filo avvolto su T è collegato, mediante un contatto strisciante che esce dal bordo del tamburo, al bordo di un disco conduttore pieno, di diametro pari a quello del tamburo T e a esso parallelo ma staccato, in modo da rimanere fermo mentre il tamburo gira. Il contatto f poggia direttamente sulla parte centrale del disco.
Anche in questo caso la  f.e.m. misurata dal galvanometro è nulla.
Dagli ultimi due risultati Blondel conclude che la f.e.m. misurata nel primo esperimento non era causata dalla progressiva diminuzione del flusso ma dallo spazzamento del flusso da parte del filo congiungente il centro della bobina con la spazzola f.
A ulteriore conferma di ciò esegue un quarto esperimento.

### Quarto esperimento
Il filo avvolto su T è collegato al bordo di un disco pieno di diametro pari a quello del tamburo T e con esso solidale. Il contatto f striscia contro il centro del disco.
In questo caso il galvanometro registra una  f.e.m. esattamente uguale a quella del primo esperimento. Non solo ma se si fa ruotare il solo disco mantenendo i tamburi fermi, si registra ancora la stessa  f.e.m. che quindi risulta causata solo dal fatto che un tratto del circuito spazza il flusso. Inoltre facendo variare il punto di contatto della bobina dal bordo esterno al centro del disco la  f.e.m. indotta risulta proporzionale all'area del cerchio avente come raggio la distanza tra i due punti di attacco.
Il risultato è analogo a quello che si ha con il disco di Faraday.

## Conclusioni
Da qui Blondel deduce che:
1) Quando il campo magnetico è costante, si ha una f.e.m. solo se il circuito taglia le linee di forza del campo, come nel primo esperimento (tratto asse di rotazione - bordo del tamburo). Se ciò non avviene, anche variando il flusso totale attraverso il circuito, non si ha una f.e.m., come nel secondo esperimento.
2) Il caso in cui la linea di chiusura del circuito (tratto asse-bordo) si muova all'interno di un conduttore pieno (ma il conduttore resta fermo), come nel terzo esperimento, non equivale al caso in cui si muova l'intero conduttore, come nel quarto esperimento (in questo caso agisce la forza di Lorentz).
Quindi "si devono rigettare come inesatti gli enunciati troppo generali della legge dell'induzione" e all'affermazione che "Una forza elettromotrice ha origine in un circuito chiuso quando il numero di linee magnetiche che lo attraversano varia.... » va aggiunto "e quando la variazione è prodotta o dal conduttore che spazza le linee di forza o da una variazione del campo dell'induttore stesso".
In sostanza gli esperimenti dimostrano come la legge di Faraday base, cioè che tiene in conto la sola variazione del flusso, non può essere la legge generale dell'induzione. È infatti necessario comprendere anche il contributo dovuto alla forza di Lorentz per ottenere la formula generale.